# Die Alm an der Grenze
Die Alm an der Grenze (Verweistitel Der Berg der Liebe sowie Der Besondere) ist ein deutscher Spielfilm von 1951 unter der Regie von Walter Janssen nach der Novelle Der Besondere von Ludwig Ganghofer (1855–1920). Die Hauptrollen sind mit Richard Häussler, Inge Egger und Willy Rösner, tragende Rollen mit Inge Cornelius, Paul Richter und Gustl Gstettenbaur besetzt.

## Handlung
Als Martl, der Bauer vom Bründlhof, beim Bürgermeister Pfroitner um die Hand seiner Tochter Zäzil anhält, holt er sich eine doppelte Abfuhr: Er ist dem Bürgermeister nicht gut genug und Zäzil ist verärgert, dass Martl nicht zuerst mit ihr gesprochen hat. Martl ist ihr nicht Manns genug, zumal sie sich in Martls zupackenden Holzknecht Sepp verliebt hat. Sepp beeindruckt zahlreiche Frauen im Dorf durch sein forsches Auftreten.
Eines Tages erscheint der Bürgermeister mit einem Grenzpolizisten bei Martl, um Sepp festzunehmen. Der erstaunte Martl erfährt, dass sein Knecht aus dem Zuchthaus entflohen ist und seit seiner Zeit auf dem Bründlhof in Schiebereien über die Grenze verwickelt ist. Martl bietet sich an, Sepp, der gerade in den Bergen unterwegs ist, zurückzuholen und der Polizei auszuliefern.
Er kann Sepp in einer abseits gelegenen Almhütte ausfindig machen, doch ist der zu seinem großen Verdruss nicht allein: Zäzil ist bei ihm. Gerade als Martl sich zurückziehen will, geht jedoch eine Lawine nieder und verschüttet die drei Personen in der Hütte. In dieser Stunde der Bewährung erkennt Zäzil die grundlegende Unterschiedlichkeit der beiden Männer: Martl erweist sich als der Starke und setzt all seine Kraft ein, um die Hütte vor dem Einbruch unter der Schneelast zu bewahren. Er rettet so allen dreien das Leben, während Sepp sich ängstlich selbst aufgegeben hat. Die Hütte wird von auf den Berg geeilten Helfern im Dachbereich freigelegt. Als ein Seil herabgelassen wird, greift der Sepp sofort danach, um sich zuerst nach oben ziehen zu lassen, wird jedoch vom Martl unsanft beiseite geschoben, der Zäzil das Seil reicht. Er selbst lässt sich zuletzt hochziehen. Nachdem Sepp sich in dem allgemeinen Durcheinander erst einmal davonstehlen kann, kommt es in der Folge bei einer neuen Gemeinheit seinerseits zu einer Verfolgung durch zwei Grenzbeamte. Bei einem Sprung über eine breite Felsspalte verschätzt der Flüchtende sich und stürzt in die Tiefe.
Zäzil weiß inzwischen, wer „der Besondere“ ist und bereut es, den Martl abgewiesen zu haben. Martl wird bald darauf zum neuen Bürgermeister gewählt und geht erneut zum Pfroitnerhof, wo Zäzil ihm schon freudestrahlend entgegenkommt. Beide fallen sich wortlos in die Arme und küssen sich und natürlich gibt die junge Frau ihm nun nur allzu gern ihr Jawort.

## Produktion

### Produktionsnotizen, Hintergrund
Es handelt sich um einen Peter Ostermayr-Film im Unitas und Kopp-Verleih. Der Film entstand im Atelier München-Geiselgasteig mit Außenaufnahmen aus Berchtesgaden, vom Wendelstein, vom Hafelekar und vom Hintersee.
Elisabeth Huber geht in ihrer Magisterarbeit „Der ‚Neue Bayerische Heimatfilm‘ im 21. Jahrhundert, dargestellt am filmischen Werk von Marcus H. Rosenmüller“, auch auf den Film Die Alm an der Grenze als Beispielfilm ein und führt u. a. dazu aus: „In dem Film Die Alm an der Grenze tritt das Bergmilieu in der Erscheinungsform ‚An der Grenze‘ auf. Gebirgsmilieu wird hier zu einem gefährlichen Ort, der die Menschen bedrohen kann. Im Film kommen gefährliche Klettereien am Fels und Schmuggel auf unwegsamen und verstecken Wegen vor, die nur der Held bewältigen kann. Die Verknüpfung von Gebirgslandschaft mit dem Geschehen in diesem Film hat den Zweck, Charaktereigenschaften der Filmpersonen zu verdeutlichen und herauszustellen.“

### Veröffentlichung
Seine Uraufführung hatte der Film am 20. September 1951 im Filmpalast in Augsburg. In Österreich startete der Film bereits am 31. August 1951. Am 22. Juli 1967 hatte das Filmdrama Fernsehpremiere im Zweiten Deutschen Fernsehen (ZDF).
Der Film wurde von Alive am 8. September 2017 innerhalb der Reihe „Juwelen der Filmgeschichte“ auf DVD herausgegeben.

## Kritik
Das Lexikon des internationalen Films stellte fest: „Volkstümliche Ganghofer-Verfilmung nach altbewährtem Schema: Schmuggler, Wilderer und die Liebe in einem Gebirgsdorf. (Alternativtitel: ‚Der Besondere‘, ‚Der Berg der Liebe‘).“
Der Evangelische Presseverband befand: „Gute Hausmannskost aus der Blütezeit des Heimatfilms.“